# Angus McKie
Pour les articles homonymes, voir McKie.
Angus McKie (né en juillet 1951 à Newcastle upon Tyne) est un coloriste de bande dessinée et illustrateur britannique. Il est principalement connu comme illustrateur, pour les couvertures qu'il réalisa entre les années 1970 et 1980 pour divers magazines de science-fiction et romans. Ses illustrations, qui figurent le plus souvent des vaisseaux spatiaux ou des paysages urbains futuristes, ont en commun leurs couleurs saturées et leur abondance de détails.

## Prix et récompenses
- 1995 : Prix Eisner du meilleur coloriste pour Martha Washington Goes to War